# Frances Trollope

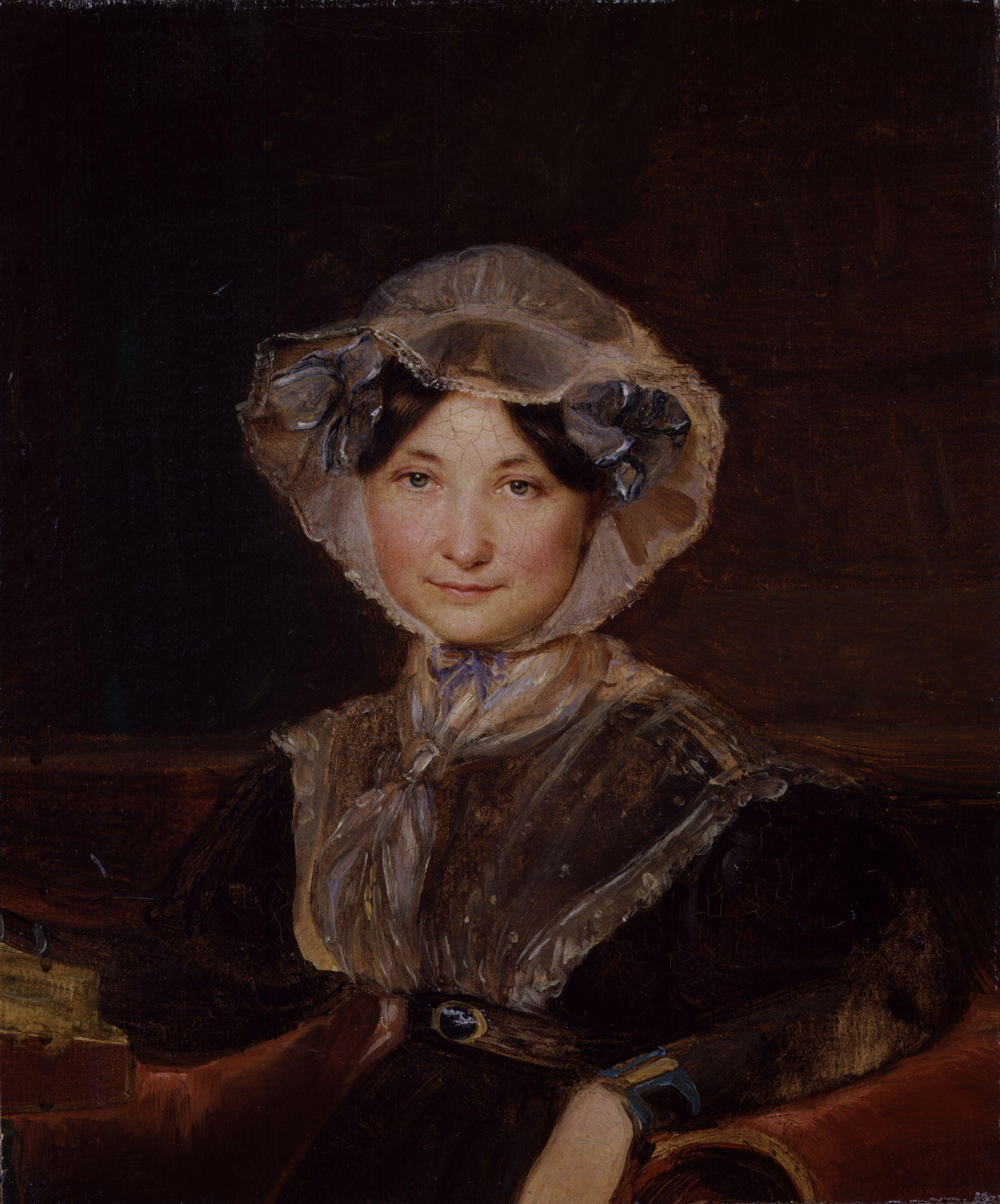
Frances Trollope, oljemålning av Auguste Hervieu, omkring 1832

Frances (Fanny) Trollope, född 10 mars 1779 i Bristol, död 6 oktober 1863 i Florens i Italien, var en brittisk författare.
Frances Trollope är mor till författarna Thomas Adolphus Trollope och Anthony Trollope.
Frances Trollope gifte sig 1809 med advokaten Thomas A. Trollope, vilken  hamnade i ekonomiskt trångmål. Hon flyttade då 1827 med sin familj till det utopiska samhället Nashoba Commune i USA, som grundats av Frances Wright. Detta samhälle bröt snart samman, varefter hon hamnade 1828 i Cincinnati i Ohio.
Hon gjorde ingen framgång med den detaljhandel hon drev i Cincinnati och återvände till England, där Domestic Manners of the Americans publicerades 1832. I denna bok gav ett antal negativa observationerom amerikansk kultur, liksom i den följande romanen The Refugee in America.
Efter detta skrev hon böcker av samma slag om andra länder, som The Abbess, Belgium and Western Germany, Paris and the Parisians och Vienna and the Austrians. Hon skrev också romaner med samhällskritiskt innehåll. Jonathan Jefferson Whitlaw från 1836 riktade sig mot slaveriet och anses ha inspirerat Harriet Beecher Stowe till Onkel Toms stuga. Michael Armstrong: Factory Boy från 1840 var den första romanen om fabriksarbetare i Storbritannien.
Frances Trollope skrev allt som allt över ett hundra böcker i olika ämnen. Under sina sista tjugo år bodde hon i Florens i Italien.

## Utmärkelser
Nedslagskratern Trollope på planeten Venus är uppkallad efter henne.

## Att läsa vidare
- Brenda Ayers: Frances Trollope and the Novel of Social Change, Greenwood Publishers 2002, ISBN 0-313-31755-0
- Teresa Ransom: Fanny Trollope, Alan Sutton Publishing Limited 1995, ISBN 0-7509-1269-3